# Kozodrza
Kozodrza – wieś w Polsce położona w województwie podkarpackim, w powiecie ropczycko-sędziszowskim, w gminie Ostrów.
Częściami wsi wymienionymi w TERYT są: Poręby i Wiktorzec. Przez miejscowość przepływa rzeka Wielopolka.
W latach 1975–1998 miejscowość administracyjnie należała do województwa rzeszowskiego.
Na terenie wsi znaleziono ślady życia ludzkiego z neolitu. Przy skrzyżowaniu dróg wiodących do Borku, Porąb, Ostrowa i Witkowic stoi Pomnik Grunwaldzki wybudowany w 1910 roku, w 500 rocznicę zwycięskiej bitwy pod Grunwaldem. Przy drodze wiodącej do Witkowic znajduje się zabytkowy młyn z dworkiem właścicieli.
W historii Polski Kozodrza zapisała się powstaniem chłopskim z 1933 roku.
W miejscowości znajdują się przedszkole i szkoła podstawowa z halą gimnastyczną. Przedszkole zlokalizowane jest w zabytkowym dworku byłego dziedzica Michałowskiego, wybudowanym około roku 1800.